# Tacheta Zougagha
Tacheta Zougahgha (Tacheta tazougaght en Tamazight, تاشتة زقاغة en Arabe)  est une commune située à 47 km au nord ouest de Ain Defla.
En chenoui (le dialecte berbère local), son nom signifie les chênes zéens (forêt) des Zouguaghas du nom de l'ancienne tribu berbère qui peuplait la région.
Elle est frontalière de la wilaya de Chlef, à laquelle elle appartenait, et de la wilaya de Tipaza.
C'est une des communes où le berbère du versant sud de la Dahra est le plus conservé.